# Kinderrechtencommissariaat
Het Kinderrechtencommissariaat is de Vlaamse pleitbezorger van kinderrechten, als onafhankelijke instelling opgericht door het Vlaams Parlement.

## Geschiedenis

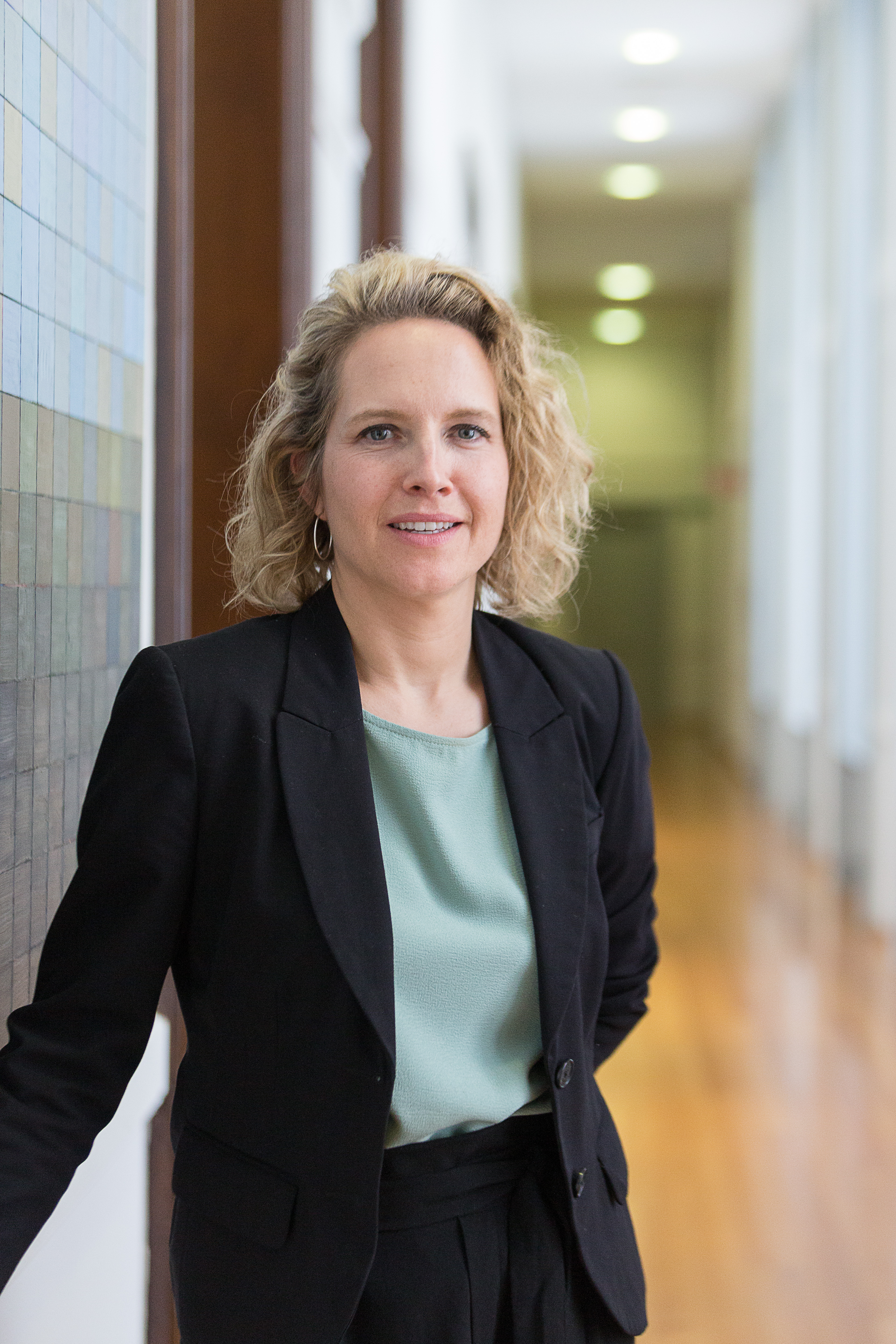
Caroline Vrijens, Vlaamse kinderrechtencommissaris vanaf 1 augustus 2019.

Het Kinderrechtencommissariaat werd opgericht door het Vlaams Parlement bij decreet van 15 juli 1997. Het kreeg als hoofdopdracht: het Internationaal Verdrag inzake de rechten van het kind bekend te maken en toe te zien op de naleving ervan. Het decreet  van 3 februari 2017 gaf het Kinderrechtencommissariaat de extra opdracht om een Commissie van toezicht met betrekking tot voorzieningen voor vrijheidsbenemende opvang van kinderen en jongeren op te richten.
De eerste kinderrechtencommissaris was Ankie Vandekerckhove. Na twee zesjarige mandaten werd ze opgevolgd door Bruno Vanobbergen. Op 2 juni 2009 begon hij aan zijn eerste mandaat en werd een tweede keer benoemd. Dit tweede mandaat kon hij niet afwerken omdat hij werd benoemd tot algemeen directeur van het Vlaamse Agentschap Opgroeien. Sinds 1 maart 2019 werd de functie van kinderrechtencommissaris ad interim opgenomen door beleidsadviseur Naima Charkaoui. Toen zij op 1 juli 2019 aan de slag ging bij 11.11.11 nam beleidsadviseur Sofie Van Rumst de interimfakkel over. Op 1 augustus 2019 trad Caroline Vrijens in dienst als derde Vlaamse kinderrechtencommissaris. Op 22 mei 2019 had de plenaire vergadering van het Vlaams Parlement haar aanstelling goedgekeurd waarna ze diezelfde dag de eed aflegde bij de voorzitter van het Vlaams Parlement.
De kinderrechtencommissaris heeft een multidisciplinair team om hem te ondersteunen bij de uitvoering van de opdracht.
Sinds 2010 is ook een "Overleg- en adviesorgaan bij het Kinderrechtencommissariaat" operationeel. Peter Adriaenssens, kinderpsychiater van de Katholieke Universiteit Leuven was de eerste voorzitter. Iris van der Veken, voormalig voorzitter van het UN Global Compact Network Belgium, volgde hem op. Kristel Verbeke nam de fakkel over in 2017. Het overleg- en adviesorgaan kinderrechtencommissariaat bestaat uit vertegenwoordigers van de politieke fracties van het Vlaams Parlement en uit een groep van personen uit het maatschappelijke veld en de wetenschappelijke wereld.
Op 15 juni 2018 vierde het Kinderrechtencommissariaat zijn twintigste verjaardag met 'Kind in alle staten', een evenement in de Bijloke te Gent.
Op 30 juni 2022 vierde het Kinderrechtencommissariaat de aanloop naar de 25e verjaardag met  een Academische zitting in het Vlaams Parlement.
In augustus 2024 verscheen het boek 'Een nieuwe wereld voor het kind' van kinderrechtencommissaris Caroline Vrijens bij uitgeverij Borgerhoff & Lamberigts.
Elk jaar rond Kinderrechtendag stelt het Kinderrechtencommissariaat een nieuw jaarverslag voor. Dat is een bundeling van knelpunten waar kinderen en jongeren op botsen en adviezen.

## Opdracht decreet
Het decreet vermeldt de verschillende deeltaken van het Kinderrechtencommissariaat:
- Het Kinderrechtencommissariaat functioneert als een ombudsdienst waar minderjarigen terechtkunnen met vragen of klachten over mogelijke schendingen van hun rechten. Ook volwassenen kunnen klachtenbehandelaars contacteren, zolang de melding gaat over minderjarigen.
- Bij nieuwe wetgevingsinitiatieven die van belang kunnen zijn voor minderjarigen geeft het Kinderrechtencommissariaat een advies. In die adviezen wordt het voorstel of wetsontwerp getoetst aan de inhoud en de geest van het internationale Verdrag inzake de rechten van het kind.
- De Commissie van toezicht voor jeugdinstellingen[5] wordt georganiseerd en voorgezeten door de kinderrechtencommissaris en bestaat uit maandcommissarissen die elke maand ‘hun’ instelling bezoeken. De maandcommissarissen zijn vrijwillige burgers die het reilen en zeilen in de instelling opvolgen.
- Het Kinderrechtencommissariaat rapporteert over zijn werkzaamheden in een jaarverslag aan het Vlaams Parlement.

## Drie speerpunten in de werking
Alles wat het Kinderrechtencommissariaat doet staat in het teken van een goede naleving en toepassing van kinderrechten in Vlaanderen.
- Klachtenlijn[6] voor kinderen en jongeren: onderzoek en bemiddeling
- Advieswerk[7] richting Vlaams Parlement, de Vlaamse Regering, administraties en agentschappen, internationale of buitenlandse overheden.
- Toezicht in de gesloten en besloten jeugdinstellingen via de Commissie van Toezicht voor jeugdinstellingen.[8]